# Allium beesianum
Allium beesianum är en amaryllisväxtart som beskrevs av William Wright Smith. Allium beesianum ingår i släktet lökar, och familjen amaryllisväxter. Inga underarter finns listade i Catalogue of Life.